# 阜余镇
阜余镇是中国江苏省盐城市射阳县下辖的一个镇。

## 行政区划
阜余镇下辖以下行政区：
六份居委会、永坛村、三河村、健康村、宏丰村、大有村、花元村、小沙村、阜中村、沙东村、同丰村、缪港村